# Puxtla, Morelos
Puxtla är en ort i Mexiko.   Den ligger i kommunen Cuautla och delstaten Morelos, i den sydöstra delen av landet, 70 km söder om huvudstaden Mexico City. Puxtla ligger 1 275 meter över havet och antalet invånare är 1 476.
Terrängen runt Puxtla är platt åt nordost, men åt sydväst är den kuperad. Runt Puxtla är det ganska tätbefolkat, med 222 invånare per kvadratkilometer. Närmaste större samhälle är Cuautla Morelos, 5,0 km öster om Puxtla. Omgivningarna runt Puxtla är en mosaik av jordbruksmark och naturlig växtlighet.